# Polibio Fumagalli
Polibio Fumagalli (ur. 26 października 1830 w Inzago, zm. 21 czerwca 1900 w Mediolanie) – włoski kompozytor, pianista i organista.

## Życiorys
Pochodził z rodziny muzyków, był bratem pianistów Dismy, Adolfa i Luci. Ukończył studia w konserwatorium w Mediolanie, gdzie następnie od 1873 roku wykładał grę organową. Pełnił ponadto funkcję organisty w mediolańskim kościele San Celso. Był autorem licznych kompozycji na fortepian i organy oraz utworów kameralnych.